# Navi della Bundeswehr

Bandiera delle forze di mare
(Bandiera e bandiera di bompresso delle navi da guerra)

Bandiera federale (Bandiera di navi di soccorso della Marina e altri servizi federali tedeschi)

Questa è una lista delle navi della Bundeswehr, in servizio dal 1956 nella Bundesmarine – dal 1990 Deutsche Marine – e altre armi della Bundeswehr.
Sono ordinate in classi e con relativi Schiffsnummernverzeichnis.
Quelle in servizio sono su sfondo azzurro.

## Navi da combattimento

### Cacciatorpediniere
| Cacciatorpediniere    | Cacciatorpediniere                        | Cacciatorpediniere                  | Cacciatorpediniere | Cacciatorpediniere                                          | Cacciatorpediniere             | Cacciatorpediniere           |
| Classe                | Classe                                    | Nave                                | Nave | Nave                                                        | Typ                            | Immagine                     |
| Nr.                   | Nome                                      | Nr.                                 | Nome | Impiego0                                                    | Typ                            | Immagine                     |
| --------------------- | ----------------------------------------- | ----------------------------------- | --- | ----------------------------------------------------------- | ------------------------------ | ---------------------------- |
| Z 119                 | Zerstörer-1-Klasse US Fletcher-Klasse     | D 170 D 171 D 172 D 178 D 179 D 180 | Zerstörer 1 (ex USS Anthony DD-515) Zerstörer 2 (ex USS Ringgold DD-500) Zerstörer 3 (ex USS Wadsworth DD-516) Zerstörer 4 (ex USS Claxton DD-571) Zerstörer 5 (ex USS Dyson DD-572) Zerstörer 6 (ex USS Charles Ausburne DD-570) | 1958–1972 1959–1981 1959–1980 1959–1981 1960–1982 1960–1968 | Zerstörer                      | Z 2                          |
| Z 101/ Z 101A         | Hamburg-Klasse                            | D 181 D 182 D 183 D 184             | Hamburg Schleswig-Holstein Bayern Hessen | 1964–1994 1965–1993 1968–1990                               | Zerstörer/ Flugkörperzerstörer | Zerstörer Schleswig-Holstein |
| Z 103/ Z 103A/ Z 103B | Lütjens-Klasse US Charles-F.-Adams-Klasse | D 185 D 186 D 187                   | Lütjens Mölders Rommel | 1969–2003 1970–1998                                         | Lenkwaffenzerstörer            | Zerstörer Lütjens            |

### Fregate
| Fregate | Fregate                               | Fregate                                         | Fregate                                                                   | Fregate                                                               | Fregate                                             | Fregate                         |
| Classe  | Classe                                | Nave                                            | Nave                                                                      | Nave                                                                  | Typ                                                 | Immagine                        |
| Nr.     | Nome                                  | Nr.                                             | Nome                                                                      | Impiego0                                                              | Typ                                                 | Immagine                        |
| ------- | ------------------------------------- | ----------------------------------------------- | ------------------------------------------------------------------------- | --------------------------------------------------------------------- | --------------------------------------------------- | ------------------------------- |
| F 120   | Köln-Klasse                           | F 220 F 221 F 222 F 223 F 224 F 225             | Köln Emden Augsburg Karlsruhe Lübeck Braunschweig                         | 1961–1982 1961–1983 1962–1988 1962–1983 1963–1988 1964–1989           | Geleitboot/ Fregatte                                | Fregatte Köln                   |
| F 122   | Bremen-Klasse                         | F 207 F 208 F 209 F 210 F 211 F 212 F 213 F 214 | Bremen Niedersachsen Rheinland-Pfalz Emden Köln Karlsruhe Augsburg Lübeck | 1982–2014 1982–2015 1983–2013 1984–2012 1984–2016 1989–2019 1990–2022 | Fregatte                                            | Fregatte Niedersachsen          |
| 600 610 | Koni-Klasse (Progetto sovietico 1159) | F 225 F 224                                     | Halle (ex SKR-149) Rostock (ex Nerpa)                                     | 1990–1991                                                             | Fregatte ex VM Küstenschutzschiff                   | Küstenschutzschiff Rostock      |
| F 123   | Brandenburg-Klasse                    | F 215 F 216 F 217 F 218                         | Brandenburg Schleswig-Holstein Bayern Mecklenburg-Vorpommern              | dal 1994 dal 1995 dal 1996                                            | Fregatte                                            | Fregatte Mecklenburg-Vorpommern |
| F 124   | Sachsen-Klasse                        | F 219 F 220 F 221                               | Sachsen Hamburg Hessen                                                    | dal 2003 dal 2004 dal 2006                                            | Mehrzweckfregatte                                   | Fregatte Sachsen                |
| F 125   | Baden-Württemberg-Klasse              | F 222 F 223 F 224 F 225                         | Baden-Württemberg Nordrhein-Westfalen Sachsen-Anhalt Rheinland-Pfalz      | dal 2019 dal 2020 dal 2021 dal 2022                                   | Fregata di sorveglianza e stabilizzazione marittima |                                 |

### Corvette
| Corvette | Corvette            | Corvette                                                    | Corvette                                                                                           | Corvette                         | Corvette                                                                         | Corvette                           |
| Classe   | Classe              | Nave                                                        | Nave                                                                                               | Nave                             | Typ                                                                              | Immagine                           |
| Nr.      | Nome                | Nr.                                                         | Nome                                                                                               | Impiego                          | Typ                                                                              | Immagine                           |
| -------- | ------------------- | ----------------------------------------------------------- | -------------------------------------------------------------------------------------------------- | -------------------------------- | -------------------------------------------------------------------------------- | ---------------------------------- |
| 621      | Tarantul-I-Klasse   | P 6166                                                      | Hiddensee (ex Rudolf Egelhofer)                                                                    | 1990–1991                        | Schnellboot ex Volksmarine, piccole navi lanciarazzi sovietiche Projektes 1241.1 | Korvette Hiddensee unter US-Flagge |
| K 130    | Braunschweig-Klasse | F 260 F 261 F 262 F 263 F 264 F 265 F 266 F 267 F 268 F 269 | Braunschweig Magdeburg Erfurt Oldenburg Ludwigshafen am Rhein Köln Emden Karlsruhe Augsburg Lübeck | dal 2008 dal 2013 in costruzione | Korvette                                                                         | Korvette Braunschweig              |

### Schnellboote
| Schnellboote | Schnellboote      | Schnellboote | Schnellboote | Schnellboote | Schnellboote                                                                | Schnellboote                                |
| Classe       | Classe            | Nave | Nave | Nave | Typ                                                                         | Immagine                                    |
| Nr.          | Nome              | Nr. | Nome | Impiego | Typ                                                                         | Immagine                                    |
| ------------ | ----------------- | --- | --- | --- | --------------------------------------------------------------------------- | ------------------------------------------- |
| 149          | Silbermöwe-Klasse | P 6052 P 6053 P 6055 P 6056 P 6054 P 6057                                                                                                   | Silbermöwe Sturmmöwe Eismöwe Raubmöwe Wildschwan Seeschwalbe | 1956–1967 1957–1967 1956–1967 1957–1964 | Torpedo-Schnellboot S-Boot-Typ 43 der Kriegsmarine                          | Schnellboot Wildschwan                      |
| 140          | classe Jaguar     | P 6059 P 6058 P 6062 P 6061 P 6060 P 6065 P 6066 P 6067 P 6082 P 6083 P 6085 P 6087 P 6088 P 6089 P 6091 P 6090 P 6063 P 6064 P 6084 P 6086 | Jaguar (S 1) Iltis (S 2) Wolf (S 3) Luchs (S 4) Leopard (S 5) Löwe (S 12) Fuchs (S 13) Marder (S 14) Weihe (S 15) Kranich (S 16) Storch (S 17) Häher (S 18) Elster (S 19) Reiher (S 20) Dommel (S 21) Pinguin (S 22) Tiger (S 23) Panther (S 24) Alk (S 29) Pelikan (S 30) | 1957–1973 1957–1975 1958–1975 1958–1972 1958–1973 1959–1975 1959–1973 1959–1972 1959–1973 1960–1974 1960–1973 1961–1974 1961–1973 1958–1974 1958–1973 1960–1974 | Torpedo-Schnellboot                                                         | Schnellboot Jaguar-Klasse                   |
| 141          | classe Seeadler   | P 6068 P 6069 P 6070 P 6071 P 6072 P 6073 P 6074 P 6075 P 6076 P 6077                                                                       | Seeadler (S 6) Albatros (S 7) Kondor (S 8) Greif (S 9) Falke (S 10) Geier (S 11) Bussard (S 25) Habicht (S 26) Sperber (S 27) Kormoran (S 28) | 1958–1976 1959–1975 1959–1976 1959–1975 1959–1976 | Torpedo-Schnellboot                                                         | Schnellboot Kondor (S8)                     |
| 152          | classe Hugin      | P 6191 P 6192 | Hugin (VS 1) Munin (VS 1) | 1960–1964 | Torpedo-Schnellboot classe Nasty norvegese                                  |                                             |
| 142/ 142A    | classe Zobel      | P 6092 P 6093 P 6094 P 6096 P 6098 P 6100 P 6101 P 6095 P 6097 P 6099                                                                       | Zobel (S 31) Wiesel (S 32) Dachs (S 33) Nerz (S 34) Gepard (S 35) Frettchen (S 36) Ozelot (S 37) Hermelin (S 38) Puma (S 39) Hyäne (S 40) | 1961–1982 1962–1984 1962–1983 1963–1982 1963–1983 1963–1984 1962–1983 1962–1981 1963–1984                                                                       | Torpedo-Schnellboot                                                         |                                             |
| 153          | Klasse 153        | P 6193 P 6194 | Pfeil (VS 3) Strahl (VS 4) | 1962–1965 | Torpedoschnellboot Typ Brit. Ferocity Torpedoschnellboot Typ Brit. Brave    |                                             |
| 148          | classe Tiger      | P 6141 P 6142 P 6143 P 6144 P 6145 P 6146 P 6147 P 6148 P 6149 P 6150 P 6151 P 6152 P 6153 P 6154 P 6155 P 6156 P 6157 P 6158 P 6159 P 6160 | S 41 Tiger S 42 Iltis S 43 Luchs S 44 Marder S 45 Leopard S 46 Fuchs S 47 Jaguar S 48 Löwe S 49 Wolf S 50 Panther S 51 Häher S 52 Storch S 53 Pelikan S 54 Elster S 55 Alk S 56 Dommel S 57 Weihe S 58 Pinguin S 59 Reiher S 60 Kranich                                    | 1972–1998 1973–1992 1973–1998 1973–1994 1973–2000 1973–2002 1973–2000 1974–2002 1975–1997 1974–2002 1974–1994 1974–1992 1974–1998 1974–1997 1975–2002 1975–1998 | Flugkörper-Schnellboot                                                      | Flugkörper-Schnellboot Elster               |
| 143          | classe Albatros   | P 6111 P 6112 P 6113 P 6114 P 6115 P 6116 P 6117 P 6118 P 6119 P 6120                                                                       | S 61 Albatros S 62 Falke S 63 Geier S 64 Bussard S 65 Sperber S 66 Greif S 67 Kondor S 68 Seeadler S 69 Habicht S 70 Kormoran | 1976–2005 1976–2004 1976–2005 1976–2004 1977–2005 | Flugkörper-/Torpedo-Schnellboot                                             |                                             |
| 143A         | classe Gepard     | P 6121 P 6122 P 6123 P 6124 P 6125 P 6126 P 6127 P 6128 P 6129 P 6130                                                                       | S 71 Gepard S 72 Puma S 73 Hermelin S 74 Nerz S 75 Zobel S 76 Frettchen S 77 Dachs S 78 Ozelot S 79 Wiesel S 80 Hyäne | 1982–2014 1982–2015 1983–2016 1983–2012 1983–2016 1984–2012 1984–2014 1984–2015 1984–2016                                                                       | Flugkörper-Schnellboot                                                      | Flugkörper-Schnellboot Gepard               |
| 620          | Balcom-10-Klasse  | P 6165 | Sassnitz | 1990–1991 | Flugkörper-Schnellboot ex Volksmarine, piccole navi lanciarazzi Projekt 151 | Polnisches Schnellboot der Balcom-10-Klasse |

### Cacciasommergibili
| Cacciasommergibili | Cacciasommergibili | Cacciasommergibili                                                                                                 | Cacciasommergibili                         | Cacciasommergibili                                | Cacciasommergibili                             | Cacciasommergibili                      |
| Classe             | Classe             | Nave | Nave                                       | Nave                                              | Typ                                            | immagine                                |
| Nr.                | Nome               | Nr. | Nome                                       | Impiego                                           | Typ                                            | immagine                                |
| ------------------ | ------------------ | --- | ------------------------------------------ | ------------------------------------------------- | ---------------------------------------------- | --------------------------------------- |
| 420                | Thetis-Klasse      | P 6052 (A 1430/P 6111) P 6053 (A 1431/P 6112) P 6054 (A 1432/P 6113) P 6055 (A 1433/P 6114) P 6056 (A 1434/P 6115) | Thetis Hermes Najade Triton Theseus        | 1961–1991 1961–1992 1962–1991 1962–1992 1963–1992 | Torpedofangboot/ Flottendienstboot/ U-Jagdboot | U-Jagdboot Najade                       |
| 630 + 140          | Parchim-I-Klasse   | P 6164 P 6167 P 6168 P 6169 P 6170                                                                                 | Grevesmühlen Gadebusch Teterow Lübz Wismar | 1990–1991                                         | Küstenschutzboot/ ex Volksmarine Progetto 133  | Vier Parchim-Klasse-Boote in Peenemünde |

## Sottomarini
Vedi anche lista dei sottomarini della Bundeswehr
| Sottomarini | Sottomarini        | Sottomarini                                                                                                 | Sottomarini                                                                               | Sottomarini | Sottomarini                                                                                | Sottomarini                                       |
| Classe      | Classe             | Nave | Nave                                                                                      | Nave | Typ                                                                                        | Immagine                                          |
| Nr.         | Nome               | Nr. | Nome                                                                                      | Impiego | Typ                                                                                        | Immagine                                          |
| ----------- | ------------------ | --- | ----------------------------------------------------------------------------------------- | --- | ------------------------------------------------------------------------------------------ | ------------------------------------------------- |
| 240         | Hai-Klasse         | S 170 (UW 20) S 171 (UW 21)                                                                                 | Hai (ex U 2365) Hecht (ex U 2367)                                                         | 1957–1966 1957–1968 | Da scuola e di prova ex Kriegsmarine Typ XXIII                                             | Uboot Hecht (S 171, ex U 2367)                    |
| 241         | Klasse 241         | Y 880 | Wilhelm Bauer (ex U 2540)                                                                 | 1960–1982 | Di prova ex Kriegsmarine Typ XXI                                                           | U-Boot Wilhelm Bauer in Eckernförde im Jahre 1963 |
| 201         | U-1-Klasse         | S 180 S 181 S 182                                                                                           | U 1 U 2 U 3                                                                               | 1962–1966 1962–1963 1964–1967 | Costiero                                                                                   |                                                   |
| 205         | U-4-Klasse         | U 183 U 184 U 185 U 186 U 187                                                                               | U 4 U 5 U 6 U 7 U 8                                                                       | 1962–1974 1963–1974 1964–1974 | Costiero                                                                                   | Das U-Boot U 4 in See                             |
| 202         | Hans-Techel-Klasse | S 172 S 173                                                                                                 | Hans Techel Friedrich Schürer                                                             | 1965–1966 1966–1966 | Di ricerca                                                                                 |                                                   |
| 205 mod     | U-9-Klasse         | U 188 U 189 U 190 U 191 U 180 U 181                                                                         | U 9 U 10 U 11 U 12 U 1 U 2                                                                | 1967–1993 1968–2003 1969–2005 1967–1991 1966–1992 | Costiero                                                                                   | Das U-Boot U 10 in See                            |
| 206 + 206A  | U-13-Klasse        | S 192 S 193 S 194 S 195 S 196 S 197 S 198 S 199 S 170 S 171 S 172 S 173 S 174 S 175 S 176 S 177 S 178 S 179 | U 13 U 14 U 15 U 16 U 17 U 18 U 19 U 20 U 21 U 22 U 23 U 24 U 25 U 26 U 27 U 28 U 29 U 30 | 1973–1997 1974–2010 1973–2011 1973–2010 1973–2011 1973–1998 1974–1996 1974–1998 1974–2008 1975–2011 1974–2011 1974–2008 1975–2005 1974–1996 1974–2004 1974–2006 1975–2007 | Costiero                                                                                   | .                                                 |
| 740         | Narwal             | Y 883 | Narwal                                                                                    | 1991–1996 (solo di prova) | „Unterwasserfahrzeug zur Verbringung von Tauchern“ (UWTG): piccolo U-Boot per ricognizione | Aufklärungs-U-Boot Narwal                         |
| 212A        | U-31-Klasse        | S 181 S 182 S 183 S 184 S 185 S 186                                                                         | U 31 U 32 U 33 U 34 U 35 U 36                                                             | dal 2005 dal 2006 dal 2007 dal 2015 dal 2016 | U-Boot                                                                                     | Das U-Boot U 31 im Kieler Hafen                   |

## Dragamine

### D'altura
| D'altura | D'altura       | D'altura                                                          | D'altura | D'altura  | D'altura                                                                | D'altura                                              |
| Classe   | Classe         | Nave                                                              | Nave | Nave      | Typ                                                                     | Immagine                                              |
| Nr.      | Nome           | Nr.                                                               | Nome | Impiego   | Typ                                                                     | Immagine                                              |
| -------- | -------------- | ----------------------------------------------------------------- | --- | --------- | ----------------------------------------------------------------------- | ----------------------------------------------------- |
| 319      | Seelöwe-Klasse | M 192 (ST) M 188 (SE) M 189 (SL) M 191 (SG) M 187 (SH) M 190 (SP) | Seestern (ex TS 4/ex M 278/ex M 202) Seeigel (ex M 460/ex M 204) Seelöwe (ex M 441/ex M 205) Seeschlange (ex M 611/ex M 206) Seehund (ex TS 7/ex M 388/ex M 203) Seepferd (ex M 294/ex M 201) | 1956–1960 | Minensuchboot ex Kriegsmarine, Typ M-Boot 1940 e Typ M-Boot 1943 (M191) | Kriegsmarine Minensuchboote Typ 1940, M 388 und M 460 |

### Costieri
| Costieri | Costieri        | Costieri | Costieri | Costieri | Costieri                                                                                         | Costieri |
| Classe   | Classe          | Nave | Nave | Nave | Typ                                                                                              | Immagine |
| Nr.      | Nome            | Nr. | Nome | Impiego | Typ                                                                                              | Immagine |
| -------- | --------------- | --- | --- | --- | ------------------------------------------------------------------------------------------------ | -------- |
| 320      | Lindau-Klasse   | M 1072 M 1070 M 1071 M 1075 M 1074 M 1073 M 1076 M 1077 M 1078 M 1079 M 1080 M 1081 M 1082 M 1083 M 1084 M 1085 M 1086 M 1087 | Lindau Göttingen Koblenz Wetzlar Tübingen Schleswig Paderborn Weilheim Cuxhaven Düren Marburg Konstanz Wolfsburg Ulm Flensburg Minden Fulda Völklingen | 1958–1975 1958–1976 1958–1975 1958–1976 1958–1975 1958–1979 1959–1976 1959–1979 1959–1976 1959–1980 1959–1979 1959–1978 1959–1970 1960–1975 1960–1969 1960–1976 | Costiero più tardi convertito come Minenjagdbooten Klasse 331A/B e Hohlstablenkbooten Klasse 351 |          |
| 321      | Vegesack-Klasse | M 1250 M 1251 M 1252 M 1253 M 1254 M 1255                                                                                     | Vegesack Hameln Detmold Worms Siegen Passau | 1959–1963 1960–1963 | Costiero, francese Typ Mercure, su licenza USA Classe Bluebird                                   |          |

### Da caccia
| Da caccia  | Da caccia                                    | Da caccia                                                                           | Da caccia | Da caccia | Da caccia                                                                                | Da caccia                                            |
| Classe     | Classe                                       | Nave                                                                                | Nave | Nave | Typ                                                                                      | Immagine                                             |
| Nr.        | Nome                                         | Nr.                                                                                 | Nome | Impiego | Typ                                                                                      | Immagine                                             |
| ---------- | -------------------------------------------- | ----------------------------------------------------------------------------------- | --- | --- | ---------------------------------------------------------------------------------------- | ---------------------------------------------------- |
| 331A/ 331B | Lindau-Klasse                                | M 1086 M 1084 M 1072 M 1074 M 1085 M 1071 M 1075 M 1070 M 1077 M 1087 M 1078 M 1080 | Fulda Flensburg Lindau Tübingen Minden Koblenz Wetzlar Göttingen Weilheim Völklingen Cuxhaven Marburg                     | 1968–1992 1972–1991 1978–2000 1978–1997 1979–1997 1978–1997 1978–1995 1979–1997 1978–1995 1979–1999 1979–2000 | Minenjagdboot già costiero Klasse 320                                                    | Minenjagdboot Weilheim im Marinemuseum Wilhelmshaven |
| 332        | Frankenthal-Klasse                           | M 1066 M 1060 M 1061 M 1063 M 1067 M 1064 M 1068 M 1065 M 1069 M 1062 M 1058 M 1059 | Frankenthal Weiden Rottweil Bad Bevensen Bad Rappenau Grömitz Datteln Dillingen Homburg Sulzbach‑Rosenberg Fulda Weilheim | 1992–2006 1993–2006 1993–2007 dal 1993 1994–2012 dal 1994 dal 1995 dal 1996 dal 1998                          | Minenjagdboot                                                                            |                                                      |
| 332B       | Frankenthal-Klasse (Minentauchereinsatzboot) | M 1061 M 1067                                                                       | Rottweil Bad Rappenau | dal 2008 dal 2013                                                                                             | Minentauchereinsatzboot, già Minenjagdboote Klasse 332, convertito tra il 2007 e il 2013 | Minentauchereinsatzboot Rottweil                     |
| 333        | Kulmbach-Klasse                              | M 1091 M 1095 M 1099 M 1097 M 1096                                                  | Kulmbach Überherrn Herten Laboe Passau                                                                                    | 1990–2012 1989–2016 1991–2016 1989–2012 1990–2013                                                             | Minenjagdboot, già Schnelle Minensuchboote Klasse 343, convertito tra il 1999 e il 2002  | Minenjagdboot Herten                                 |

### Dragamine veloci e da combattimento
| Dragamine veloci | Dragamine veloci | Dragamine veloci | Dragamine veloci | Dragamine veloci | Dragamine veloci | Dragamine veloci |
| Classe           | Classe           | Nave | Nave | Nave | Typ | Immagine         |
| Nr.              | Nome             | Nr. | Nome | Impiego | Typ | Immagine         |
| ---------------- | ---------------- | --- | --- | --- | --- | ---------------- |
| 340              | Schütze-Klasse   | M 1052 (M 1093) M 1050 (M 1098) M 1059 M 1054 (M 1058) M 1058 M 1055 (M 1086) M 1053 (M 1083) M 1057 (M 1088) M 1056 M 1051                                                                                         | Krebs Mira Spica Pollux Mars Sirius Orion Regulus Rigel Castor                                                                                 | 1959–1973 1960–1973 1961–1992 1961–1990 1962–1973 1962–1990 | Veloci |                  |
| 341              | Schütze-Klasse   | M 1062 (M 1090) M 1091 M 1061 (M 1092) M 1063 (M 1095) M 1096 M 1097 M 1098 M 1069 M 1068 (M 1062) M 1060 (M 1068) M 1094 M 1092 M 1099 M 1065 M 1064 (M 1089) M 1093 (M 1054) M 1095 M 1090 M 1067 M 1066 (M 1256) | Schütze Steinbock Stier Waage Fische Gemma Capella Wega Algol Skorpion Widder Pluto Uranus Jupiter Deneb Neptun Herkules Perseus Atair Pegasus | 1959–1992 1960–1974 1961–1970 1962–1992 1960–1989 1960–1987 1960–1974 1963–1988 1963–1971 1963–1990 1960–1989 1960–1987 1960–1971 1961–1989 1960–1990 1960–1987 1961–1988 1962–1973 | Veloci |                  |
| 343              | Hameln-Klasse    | M 1092 M 1095 M 1097 M 1090 M 1091 M 1098 M 1094 M 1096 M 1099 M 1093 | Hameln Überherrn Laboe Pegnitz Kulmbach Siegburg Ensdorf Passau Herten Auerbach-Oberpfalz                                                      | 1989–1999/2002–2014 1989–1999/2002 1989–2012 1990–1999/2002 1990–2012 1990–1999/2002 1990–1999 1990–2013 1991–1999/2002 1991–1999/2002–2015                                         | Veloci/ Minenkampfboot, tra il 1999 e il 2002 convertiti in Minenjagdbooten Klasse 333 e Hohlstablenkbooten Klasse 352 |                  |

### Sistemi a lancia termica
| Hohlstablenkboote | Hohlstablenkboote | Hohlstablenkboote                         | Hohlstablenkboote                                  | Hohlstablenkboote                                           | Hohlstablenkboote                                                                       | Hohlstablenkboote       |
| Classe            | Classe            | Nave                                      | Nave                                               | Nave                                                        | Typ                                                                                     | Immagine                |
| Nr.               | Nome              | Nr.                                       | Nome                                               | Impiego                                                     | Typ                                                                                     | Immagine                |
| ----------------- | ----------------- | ----------------------------------------- | -------------------------------------------------- | ----------------------------------------------------------- | --------------------------------------------------------------------------------------- | ----------------------- |
| 351               | Lindau-Klasse     | M 1083 M 1073 M 1082 M 1076 M 1079 M 1081 | Ulm Schleswig Wolfsburg Paderborn Düren Konstanz   | 1981–1999 1981–2000 1982–2000 1981–2000 1983–2000 1982–2000 | Hohlstablenkboot già costiero Klasse 320                                                | links HL-Boot Ulm       |
| 351               | Seehund-Klasse    | 1 bis 18                                  | Seehund 1 bis Seehund 18                           | dal 1981                                                    | Hohlstab, Droni per Hohlstablenkboote Klasse 351 e 352                                  | Seehunde                |
| 352               | Ensdorf-Klasse    | M 1094 M 1093 M 1092 M 1090 M 1098        | Ensdorf Auerbach/Oberpfalz Hameln Pegnitz Siegburg | 2000–2014 1999–2015 1999–2014 dal 1999/2001                 | Hohlstablenkboot già veloci Minensuchboote Klasse 343, convertiti tra il 1999 e il 2001 | Hohlstablenkboot Hameln |

### Räumboote, Binnenminensuchboote, Minenabwehrschiffe
| Räumboote            | Räumboote        | Räumboote | Räumboote | Räumboote | Räumboote                                                                                             | Räumboote                                     |
| Classe               | Classe           | Nave | Nave | Nave | Typ                                                                                                   | Immagine                                      |
| Nr.                  | Nome             | Nr. | Nome | Impiego | Typ                                                                                                   | Immagine                                      |
| -------------------- | ---------------- | --- | --- | --- | --- | --------------------------------------------- |
| 359                  | Wega-Klasse      | M 1058 (SR/SI/144/USN 144) M 1052 (MA/USN 136) M 1054 (PX/USN 140) M 1059 (SP/USN 142) M 1063 (AT/USN 76) M 1067 (PE/USN 68) M 1051 (CT/USN 138) M 1053 (OR/132/SN 132) M 1055 (RE/USN 137) M 1057 (RI/135/USN 135) M 1057 (SA/USN 147) M 1060 (AB/USN 91) M 1062 (AR/USN 128) M 1064 (DE/USN 127) M 1066 (ME/134/USN 134) M 1068 (SK/USN 120) M 1069 (WE/USN 67) M 1065 (JI/JU/USN 137) M 1061 (AL/USN 99) M 1050 (CP/USN 133) | Sirius (ex R 144) Mars (ex R 136) Pollux (ex R 140) Spica (ex R 142) Atair (ex R 76) Pegasus (ex R 68) Castor (ex R 138) Orion (ex R 132) Regulus (ex R 137) Rigel (ex R 135) Saturn (ex R 147) Aldebaran (ex R 91) Arkturus (ex R 128) Deneb (ex R 127) Merkur (ex R 134) Skorpion (ex R 120) Wega (ex R 67) Jupiter (ex R 137) Algol (ex R 99) Capella (ex R 133) | 1956–1959 1956–1960 1956–1961 1956–1962 1956–1961 1956–1962 1956–1963 1956–1961 1956–1963 1956–1962 1956–1959 1956–1961 1956–1959 | Räumboot, ex Kriegsmarine-Räumboot                                                                    | Räumboot Algol                                |
| Binnenminensuchboote |                  | | | | |                                               |
| Classe               | Classe           | Nave | Nave | Nave | Typ                                                                                                   | Immagine                                      |
| Nr.                  | Nome             | Nr. | Nome | Impiego | Typ                                                                                                   | Immagine                                      |
| 391                  | Klasse 391       | M 2661 (W 21) | Niobe | 1958–1970 | Binnenminensuchboot già costiero Klasse 361                                                           |                                               |
| 392                  | Klasse 392       | M 2662 (W 22) | Hansa | 1958–1968 | Binnenminensuchboot già costiero Klasse 360                                                           |                                               |
| 393A+ 393B           | Ariadne-Klasse   | M 2650 (M 2663/W 23) M 2651 (M 2664/W 24) M 2652 (M 2665/W 25) M 2653 (M 2666/W 26) M 2654 (M 2667/W 27) M 2655 (M 2668/W 28) M 2656 (M 2669/W 29) M 2657 (M 2670/W 30) | Ariadne Freya Vineta Hertha Nymphe Nixe Amazone Gazelle | 1961–1991 1962–1992 1962–1991 1962–1992 1963–1992                                                                                 | Binnenminensuchboot già costiero Klasse 362                                                           |                                               |
| 394A+ 394B           | Frauenlob-Klasse | M 2658 (M 2671/W 31) M 2659 (M 2672/W 32) M 2660 (M 2673/W 33) M 2661 (M 2674/W 34) M 2662 (M 2675/W 35) M 2663 (M 2676/W 36) M 2664 (M 2677/W 37) M 2665 (M 2678) M 2666 (M 2679) M 2667 (M 2680) | Frauenlob Nautilus Gefion Medusa Undine Minerva Diana Loreley Atlantis Acheron | 1966–2002 1966–1994 1967–2002 1967–2001 1967–1995 1968–2002 1968–1995 1969–1995                                                   | Binnenminensuchboot già costiero Klasse 362 Atlantis: seit 2000 Museumsschiff im Alberthafen, Dresden | ex-Minerva als estnisches Museumsschiff Kalev |
| Minenabwehrschiff    |                  | | | | |                                               |
| Classe               | Classe           | Nave | Nave | Nave | Typ                                                                                                   | Immagine                                      |
| Nr.                  | Nome             | Nr. | Nome | Impiego | Typ                                                                                                   | Immagine                                      |
| 640+ 300             | Kondor-II-Klasse | M 2669 M 2670 M 2671 M 2672 M 2673 M 2674 | Tangerhütte Sömmerda Eisleben Bitterfeld Bernau Eilenburg | 1990–1991 | Minenabwehrschiff ex Volksmarine Minenabwehrschiff Projekt 89.2                                       |                                               |

### Litoranei
| Litoranei | Litoranei   | Litoranei                                | Litoranei                                                                             | Litoranei                                                             | Litoranei                                  | Litoranei |
| Classe    | Classe      | Navi                                     | Navi                                                                                  | Navi                                                                  | Navi                                       | Immagine  |
| Nr.       | Nome        | Nr.                                      | Nome                                                                                  | Impiego                                                               | Typ                                        | Immagine  |
| --------- | ----------- | ---------------------------------------- | ------------------------------------------------------------------------------------- | --------------------------------------------------------------------- | ------------------------------------------ | --------- |
| 368       | KW-1-Klasse | W 1 W 2 W 3 W 4 W 5 W 6 W 7 W 8 W 9 W 10 | KW 1 (ex VS 1441) KW 2 (ex M3253) KW 3 (ex K 561) KW 4 KW 5 KW 6 KW 7 KW 8 KW 9 KW 10 | 1956–1968 1956–1974 1956–1963 1956–1968 1956–1963 1956–1974 1956–1963 | Costiero ex Kriegsmarine Kriegsfischkutter |           |

### Posamine e transporter
| Posamine e transporter | Posamine e transporter | Posamine e transporter                       | Posamine e transporter                                                                                            | Posamine e transporter        | Posamine e transporter                                | Posamine e transporter |
| Classe                 | Classe                 | Nave                                         | Nave | Nave                          | Tipo                                                  | Immagine               |
| Nr.                    | Nome                   | Nr.                                          | Nome | Impiego                       | Tipo                                                  | Immagine               |
| ---------------------- | ---------------------- | -------------------------------------------- | --- | ----------------------------- | ----------------------------------------------------- | ---------------------- |
| 370                    | classe Bottrop         | N 120 (A 1403) N 121 (A 1404) N 122 (A 1405) | Bamberg (ex USS Greer County/LST 799) Bochum (ex US Rice County/LST 1089) Bottrop (ex USS Saline County/LST 1101) | non più in servizio 1961–1972 | Posamine ex mezzo da sbarco statunitense del tipo LST |                        |
| 762                    | classe Sachsenwald     | A 1437 A 1438                                | Sachsenwald Steigerwald                                                                                           | 1969–1991 1969–1993           | Trasporto mine                                        |                        |

## Navi anfibie

### Da sbarco
| Da sbarco | Da sbarco       | Da sbarco               | Da sbarco                                                                                              | Da sbarco                     | Da sbarco                                                                              | Da sbarco                 |
| Classe    | Classe          | Nave                    | Nave                                                                                                   | Nave                          | Typ                                                                                    | Immagine                  |
| Nr.       | Nome            | Nr.                     | Nome                                                                                                   | Impiego                       | Typ                                                                                    | Immagine                  |
| --------- | --------------- | ----------------------- | --- | ----------------------------- | -------------------------------------------------------------------------------------- | ------------------------- |
| 550       | Eidechse-Klasse | L 750 L 751 L 752 L 753 | Krokodil (ex USS LSM 537) Eidechse (ex USS LSM 491) Salamander (ex USS LSM 553) Viper (ex USS LSM 558) | 1958–1972 1958–1973 1958–1969 | Landungsschiff ex US Landungsschiff Medium des Typs LSM                                | USS LSM 152 im Jahre 1944 |
| 551       | Otter-Klasse    | L 754 L 755             | Otter (ex USS SMYRNA RIVER / LSM(R) 532) Natter (ex USS Thames RIVER / LSM(R) 534)                     | 1958–1967                     | Landungsunterstützungsschiff ex US Landungsunterstützungsschiff Medium des Typs LSM(R) | USS LSM(R) 513            |

### Landungsboote
| Landungsboote | Landungsboote  | Landungsboote | Landungsboote | Landungsboote | Landungsboote         | Landungsboote |
| Classe        | Classe         | Nave | Nave | Nave | Typ                   | Immagine      |
| Nr.           | Nome           | Nr. | Nome | Impiego | Typ                   | Immagine      |
| ------------- | -------------- | --- | --- | --- | --------------------- | ------------- |
| 520           | Barbe-Klasse   | L 788 L 789 L 790 L 791 L 760 L 761 L 762 L 763 L 764 L 792 L 793 L 794 L 765 L 766 L 767 L 768 L 769 L 795 L 796 L 797 L 798 L 799 | Butt Brasse Barbe Delphin Flunder Karpfen Lachs Plötze Rochen Dorsch Felchen Forelle Schlei Stör Tümmler Wels Zander Inger Makrele Muräne Renke Salm                                                                              | 1965–1992 1966–1991 1966–2001 1966–1992 dal 1966 1966–2001 1966–1992 1966–1991 1966–2017 1966–1992 1966–2002 1966–1992 1966–1991 1966–1992 1966–1988 | Mehrzwecklandungsboot |               |
| 551           | Sprotte-Klasse | LCM 1 LCM 2 LCM 3 LCM 4 LCM 5 LCM 6 LCM7 LCM 8 LCM 9 LCM 10 LCM 11 LCM 12 LCM 13 LCM 14 LCM 15 LCM 16 LCM 17 LCM 18 LCM 19 LCM 20 A 1423 (LCM 21) A 1430 (LCM 22) A 1431 (LCM 23) A 1432 (LCM 24) A 1433 (LCM 25) A 1434 (LCM 26) L 786 (LCM 27) L 787 (LCM 28) | Seetaucher Seenadel Seedrache Seespinne Seeotter Seezunge Seelilie Seefeder Seerose Seenelke Huchen Sprotte Sardine Sardelle Hering Orfe Maräne Saibling Stint Aesche Hummer Krill Krabbe Auster Muschel Koralle Garnele Languste | 1966–1989 1966–1993 1966–2006 1966–1994 1966–1993 1966–2000 1966–1996 1967–2004 1967–2000 1967–2007 1967–2004 1967–2000                              | Landungsboot          |               |

## Navi ausiliarie

### Navi da rifornimento
| Navi da rifornimento | Navi da rifornimento | Navi da rifornimento                                                    | Navi da rifornimento | Navi da rifornimento                                                            | Navi da rifornimento                        | Navi da rifornimento                                           |
| Classe               | Classe               | Nave                                                                    | Nave | Nave                                                                            | Typ                                         | Immagine                                                       |
| Nr.                  | Nome                 | Nr.                                                                     | Nome | Impiego                                                                         | Typ                                         | Immagine                                                       |
| -------------------- | -------------------- | ----------------------------------------------------------------------- | --- | ------------------------------------------------------------------------------- | ------------------------------------------- | -------------------------------------------------------------- |
| 701                  | Lüneburg-Klasse      | A 1411 A 1412 A 1413 A 1414 A 1415 A 1416 A 1417 A 1418                 | Lüneburg Coburg Freiburg Glücksburg Saarburg Nienburg Offenburg Meersburg                                                      | 1966–1994 1968–1991 1968–2003 1968–2001 1968–1994 1968–1998 1968–1993 1968–2004 | Piccola                                     | Kleiner Versorger Offenburg                                    |
| 702                  | Berlin-Klasse        | A 1411 A 1412 A 1413                                                    | Berlin Frankfurt am Main Bonn                                                                                                  | dal 2001 dal 2002 dal 2013                                                      | Einsatzgruppenversorger                     | Einsatzgruppenversorger Berlin                                 |
| Trasporto carburante |                      |                                                                         | |                                                                                 |                                             |                                                                |
| Classe               | Classe               | Nave                                                                    | Nave | Nave                                                                            | Typ                                         | Immagine                                                       |
| Nr.                  | Nome                 | Nr.                                                                     | Nome | Impiego                                                                         | Typ                                         | Immagine                                                       |
| 703                  | Walchensee-Klasse    | A 1424 A 1425 A 1426 A 1427                                             | Walchensee Ammersee Tegernsee Westensee                                                                                        | 1966–2001 1967–2015 1967–2003                                                   | Kleiner Betriebsstofftransporter            | Tegernsee                                                      |
| 704                  | Rhön-Klasse          | A 1442 A 1443                                                           | Spessart (ex Okapi) Rhön (ex Okene)                                                                                            | dal 1977                                                                        | Grande ex civile                            | Großer Betriebsstofftransporter Rhön                           |
| 763                  | Klasse 763           | A 1406 A 1407                                                           | Bodensee (ex Unkas) Wittensee (ex Sioux)                                                                                       | 1959–1969 1959–1995                                                             | Trasporto carburante ex civile              | Betriebsstofftransporter Wittensee mit Forschungsschiff Planet |
| 763                  | Klasse 763           | Y 824 (A 54) Y 825 (A 55)                                               | Borkum (ex USN 105/ex Borkum) Eutin (ex Ramsöy/ ex Esso Ramsöy)                                                                | 1956–1988 1956–1972                                                             | Da diporto ex Kriegsmarine, Hafentankschiff |                                                                |
| 766                  | Klasse 766           | A 1428 A 1429                                                           | Harz (ex Claire Jung) Eifel (ex Friedrich Jung)                                                                                | 1963–1992                                                                       | Trasporto carburante ex civile              | Eifel (1974)                                                   |
| 780                  | Klasse 780           | Y 826 A 1439 (Y 827) A 1440 (Y 828) A 1441 (Y 829)                      | Jeverland (ex Kongsdal) Frankenland (ex Powell) Emsland (ex Antonio Zotti) Münsterland (ex Giaccomo Metteotti/ ex Frankenland) | 1959–1968 1959–1977 1961–1977                                                   | Depottanker ex civile                       |                                                                |
| Altri Transporter    |                      |                                                                         | |                                                                                 |                                             |                                                                |
| Classe               | Classe               | Nave                                                                    | Nave | Nave                                                                            | Typ                                         | Immagine                                                       |
| Nr.                  | Nome                 | Nr.                                                                     | Nome | Impiego                                                                         | Typ                                         | Immagine                                                       |
| 705                  | FW 1-Klasse          | A 1403 (Y 864) Y 865 Y 866 A 1404 (Y 867) A 1405 (Y 868) A 1406 (Y 869) | FW 1 FW 2 FW 3 FW 4 FW 5 FW 6                                                                                                  | 1963–1994 1964–1968 1964–1991 1964–2000 1964–1990                               | Trasporto acqua potabile                    |                                                                |
| 706                  | Schwarzwald          | A 1400                                                                  | Schwarzwald ex Amalthée | 1961–1974                                                                       | Trasporto munizioni                         |                                                                |
| 760                  | Westerwald-Klasse    | A 1435 A 1436                                                           | Westerwald Odenwald | 1967–2010 1967–2002                                                             | Trasporto munizioni                         |                                                                |
| 764                  | Angeln-Klasse        | A 1408 A 1409                                                           | Angeln (ex Borée) Dithmarschen (ex Hebé)                                                                                       | 1959–1971 1959–1975                                                             | Trasporto materiali ex civile               |                                                                |
| 785                  | Klasse 785           | A 1442 (Y 830) A 1443 (Y 831) Y 832                                     | Sauerland (ex Rolandseck) Pfälzerland (ex Lucetta) Siegerland (ex Leuchtenberg 3)                                              | 1960–1969 1956–1969 1960–1969                                                   | Depotschiff ex civile                       |                                                                |

### Tender
| Tender | Tender       | Tender                                  | Tender                                        | Tender                                                                          | Tender                                 | Tender      |
| Classe | Classe       | Nave                                    | Nave                                          | Nave                                                                            | Typ                                    | Immagine    |
| Nr.    | Nome         | Nr.                                     | Nome                                          | Impiego                                                                         | Typ                                    | Immagine    |
| ------ | ------------ | --------------------------------------- | --------------------------------------------- | ------------------------------------------------------------------------------- | -------------------------------------- | ----------- |
| 401    | Rhein-Klasse | A 58 A 61 A 62 A 63 A 64 A 66 A 68 A 69 | Rhein Elbe Weser Main Ruhr Neckar Werra Donau | 1961–1992 1962–1992 1962–1975 1963–1993 1964–1971 1963–1989 1964–1991 1964–1994 | Tender per navi veloci                 |             |
| 402    | Mosel-Klasse | A 67 A 54 A 65                          | Mosel Isar Saar                               | 1963–1990 1964–1980 1963–1992                                                   | Tender per dragamine                   | Tender Saar |
| 403    | Lahn-Klasse  | A 55 A 56                               | Lahn Lech                                     | 1964–1991 1964–1989                                                             | Tender für U-Boote                     | Tender Lahn |
| 404    | Elbe-Klasse  | A 511 A 512 A 513 A 514 A 515 A 516     | Elbe Mosel Rhein Werra Main Donau             | dal 1993 dal 1994                                                               | Tender                                 | Tender Elbe |
| 419    |              | A 52 A 53                               | Oste Ems                                      | 1957–1965 1956–1964                                                             | Tender (ex Kriegsmarine) per dragamine |             |

### Rimorchiatori
| Rimorchiatori | Rimorchiatori     | Rimorchiatori                                   | Rimorchiatori | Rimorchiatori                                               | Rimorchiatori             | Rimorchiatori               |
| Classe        | Classe            | Nave                                            | Nave | Nave                                                        | Typ                       | Immagine                    |
| Nr.           | Nome              | Nr.                                             | Nome | Impiego                                                     | Typ                       | Immagine                    |
| ------------- | ----------------- | ----------------------------------------------- | --- | ----------------------------------------------------------- | ------------------------- | --------------------------- |
| 660           | Zander-Klasse     | Y 1656 Y 1658 Y 1651                            | Wustrow Dranske Koos | 1990–2010 1990–1995                                         | Da diporto                |                             |
| 660           | Warnow-Klasse     | Y 1659                                          | Warnow | dal 1990                                                    | Schleppboot               |                             |
| 720           | Helgoland-Klasse  | A 1457 A 1458                                   | Helgoland Fehmarn | 1966–1997 dal 1967                                          | Da soccorso               | Fehmarn                     |
| 721           | Eisvogel-Klasse   | A 1401 A 1402                                   | Eisvogel Eisbär | 1961–2006 1961–1997                                         | Rompighiaccio             | ex Eisvogel                 |
| 722           | Wangerooge-Klasse | A 1451 A 1452 A 1453 A 1454 A 1455 A 1456       | Wangerooge Spiekeroog Langeoog Baltrum Norderney Juist                                                                                        | dal 1968 1968–1977 1968–1969 1970–2002 1971–1976            | D'altura                  | Seeschlepper Wangerooge     |
| 723           | Lütje-Hörn-Klasse | Y 812 Y 813 Y 814 Y 815 Y 816 Y 817 Y 818 Y 819 | Lütje Hörn Mellum Knechtsand Scharhörn Vogelsand Nordstrand Trischen Langeness                                                                | 1958–1990 1959–1990 1959–1987 1959–1986 1959–1990 1959–1987 | Piccolo da diporto        | Langeness als Museumsschiff |
| 724           | Sylt-Klasse       | Y 820 Y 821 Y 822 Y 823                         | Sylt Föhr Amrum Neuwerk | 1962–1994 1963–1994 1963–1997                               | Grande da diporto         |                             |
| 724           | Neuende-Klasse    | Y 1680 Y 1681 Y 1682                            | Neuende Heppens Ellerbek | 1971–2004 1971–1998 1971–1994                               | Grande da diporto         |                             |
| 725A 725B     | Nordstrand-Klasse | Y 817 Y 819 Y 816 Y 812 Y 815 Y 814             | Nordstrand Langeness Vogelsand Lütje Hörn Scharhörn Knechtsand                                                                                | dal 1987 dal 1990                                           | Da diporto                | Hafenschlepper Vogelsand    |
| 729           | Klasse 729        | Y 800 Y 801 Y 802 Y 803                         | Passat (ex USN 103/ex Passat) Pellworm (ex USN 102/ex Pellworm) Plön (ex Bombay/ex Bodden) Blauort (ex P 6051/ex Eider/ ex VS 133/ex D Wo 56) | 1956–1978 1956–1970 1960–1977                               | Schlepper ex Kriegsmarine |                             |

### Navi officina
| Navi officina | Navi officina | Navi officina | Navi officina                | Navi officina | Navi officina | Navi officina |
| Classe        | Classe        | Nave          | Nave                         | Nave          | Typ           | Immagine      |
| Nr.           | Nome          | Nr.           | Nome                         | Impiego       | Typ           | Immagine      |
| ------------- | ------------- | ------------- | ---------------------------- | ------------- | ------------- | ------------- |
| 726           | Odin-Klasse   | A 512 A 513   | Odin (ex USS Ulysses (ARB-9) | 1966–1974     |               |               |

### Navi scuola
| Navi scuola | Navi scuola      | Navi scuola                               | Navi scuola | Navi scuola                                       | Navi scuola                                              | Navi scuola                 |
| Classe      | Classe           | Nave                                      | Nave | Nave                                              | Typ                                                      | Immagine                    |
| Nr.         | Nome             | Nr.                                       | Nome | Impiego                                           | Typ                                                      | Immagine                    |
| ----------- | ---------------- | ----------------------------------------- | --- | ------------------------------------------------- | -------------------------------------------------------- | --------------------------- |
| 339         | FM-1-Klasse      | W 54 W 55 W 56 W 44 W 53 W 45             | FM 1, ex-W 7, ex-Miss Andree, ex MMS? FM 2, ex-W 8, ex-Adrien Magnier, ex MMS? FM 3, ex-W 10, ex-Miss Jeanne, ex MMS? UW 1, ex-W 12, ex-Pierre Mene, ex MMS? UW 3, später TM 1, ex-W 9, ex-Nr. 168, ex MMS? UW 2, später TM 2, ex-W 11, ex-Malgre Tout, ex MMS? | 1956–1974                                         |                                                          | UW 1 und FM 1               |
| 368         | Nordwind         | Y 834 (W 43)                              | Nordwind | 1956–2006                                         | Segelschulboot ex Kriegsfischkutter                      |                             |
| 319         | Wespe-Klasse 319 | F 207 F 208 F 209 F 210 F 211             | Biene (ex‑M 205/ex‑Belfort M 606/Q 74) Bremse (ex-M 253/ex-Vimy M 608/Q 77) Brummer (ex-M 85/ex-Yser M 604/Q 78) Hummel (ex-M 81/ex-Laffaux M 607/Q 75) Wespe (ex‑M-24/ex-Ailette M 605/Q 76)                                                                   | 1957–1963                                         | Geleitboot/Schulboot ex Kriegsmarine, Minensuchboot 1935 | Minensuchboot 1935          |
| 441/ 441A   | Gorch Fock       | A 60                                      | Gorch Fock | dal 1958                                          | Veliero                                                  | Segelschulschiff Gorch Fock |
| 138         | Schulfregatte    | F 212 F 213 F 214 F 215 F 216 F 217 F 218 | Gneisenau (ex-HMS Oakley L98/F168) Scharnhorst (ex-HMS Mermaid U30/F30) Hipper (ex-HMS Actaeon U07/F07) Graf Spee (ex-HMS Flamingo U03/F03) Scheer (ex-HMS Hart U58/F58) Raule (ex HMS Albrighton L12/F112) Brommy (ex HMS Eggesford L15/F15)                   | 1958–1966 1959–1968 1959–1964 1959–1967 1959–1965 | Schulfregatten ex britanniche Hunt- e Black-Swan-Klasse  |                             |
| 440/ 440A   | Deutschland      | A 59                                      | Deutschland | 1963–1990                                         | Schulschiff                                              | Schulschiff Deutschland     |

### Navi speciali
| Navi speciali | Navi speciali | Navi speciali                                          | Navi speciali                                    | Navi speciali                         | Navi speciali         | Navi speciali          |
| Classe        | Classe        | Nave                                                   | Nave                                             | Nave                                  | Typ                   | Immagine               |
| Nr.           | Nome          | Nr.                                                    | Nome                                             | Impiego                               | Typ                   | Immagine               |
| ------------- | ------------- | ------------------------------------------------------ | ------------------------------------------------ | ------------------------------------- | --------------------- | ---------------------- |
| 754           | Klasse 754    | Y 1662 A 1439 (Y 1661) A 1440 (Y 1664) A 1441 (Y 1665) | Ems (ex-Harle/ex-USN 104) Baltrum Juist Langeoog | 1964–1978 dal 1974 dal 1978 1978–2012 | Per scuola immersioni | Taucherschulboot Juist |
| 738           | Klasse 738    | Y 1643 Y 1644                                          | Bottsand Eversand                                | dal 1984 dal 1988                     | Recupero carburanti   |                        |
| 742A          | Klasse 742A   | M 1052                                                 | Mühlhausen ex-Walter von Ledebur                 | 1995–2007                             | Per mine subacquee    |                        |

### Navi spia
| Navi spia | Navi spia   | Navi spia      | Navi spia                            | Navi spia           | Navi spia         | Navi spia              |
| Classe    | Classe      | Nave           | Nave                                 | Nave                | Typ               | immagine               |
| Nr.       | Nome        | Nr.            | Nome                                 | Impiego             | Typ               | immagine               |
| --------- | ----------- | -------------- | ------------------------------------ | ------------------- | ----------------- | ---------------------- |
| 753/422   | Oste-Klasse | A 52           | Oste (ex Puddefjord/ex USN 101)      | 1972–1987           | Flottendienstboot |                        |
| 753/422   | Oker-Klasse | A 50 A 53      | Alster (ex Mellum) Oker (ex Hoheweg) | 1961–1988 1960–1987 | Flottendienstboot |                        |
| 423       | Oste-Klasse | A 50 A 52 A 53 | Alster Oste Oker                     | dal 1989 dal 1988   | Flottendienstboot | Flottendienstboot Oker |

### Altre
| Altre  | Altre        | Altre                               | Altre                                                       | Altre                                                      | Altre                                                           | Altre             |
| Classe | Classe       | Nave                                | Nave                                                        | Nave                                                       | Typ                                                             | Immagine          |
| Nr.    | Nome         | Nr.                                 | Nome                                                        | Impiego                                                    | Typ                                                             | Immagine          |
| ------ | ------------ | ----------------------------------- | ----------------------------------------------------------- | ---------------------------------------------------------- | --------------------------------------------------------------- | ----------------- |
| 319    | Eider-Klasse | A 50 A 51                           | Eider Trave                                                 | 1956–1978 1956–1971                                        |                                                                 |                   |
| 650    | Ohre-Klasse  | Y 890 Y 891 Y 892 Y 893 Y 894 Y 895 | Vogtland Altmark Havelland Uckermark Börde Wische (ex-Harz) | 1990–2002 1990–2016 1990–1991 1990–2002 1990–1992 dal 1990 | Nave alloggi ex Volksmarine Schwimmender Stützpunkt Projekt 162 | Wohnschiff Wische |
| 680    | SK-64-Klasse | Y 1653 D 44                         | Kollicker Ort Esper Ort                                     | 1990–1991                                                  | Già della Seehydrographischer Dienst der DDR (SHD)              |                   |
| 730    |              | Y 811                               | Knurrhahn                                                   | dal 1989                                                   | Nave alloggi, Klasse 730D                                       |                   |

## Navi Rüstungsbereichs della Bundeswehr

### Navi da ricerca
| Navi da ricerca | Navi da ricerca | Navi da ricerca | Navi da ricerca | Navi da ricerca | Navi da ricerca  | Navi da ricerca                |
| Classe          | Classe          | Nave            | Nave            | Nave            | Typ              | Immagine                       |
| Nr.             | Nome            | Nr.             | Nome            | Impiego         | Typ              | Immagine                       |
| --------------- | --------------- | --------------- | --------------- | --------------- | ---------------- | ------------------------------ |
| 750             |                 | A 1450 (Y 843)  | Planet          | 1967–2004       | Da ricerca       | Wehrforschungsschiff Planet    |
| 751             |                 | A 1437          | Planet          | seit 2005       | Da ricerca       | Wehrforschungsschiff Planet    |
| 753             |                 | A 1456          | Alliance        | 1988–2015       | Ricerca e misura | NATO-Forschungsschiff Alliance |

La Planet (A 1450) è del Forschungsanstalt der Bundeswehr für Wasserschall und Geophysik di Kiel. La Planet (A 1437) è del Wehrtechnische Dienststelle 71 di Eckernförde, come anche del Forschungsanstalt für Wasserschall und Geophysik di Kiel. La Alliance è della NATO Undersea Research Centre (NURC) a La Spezia e dal 1. gennaio 2016 della Marina Militare.

### Navi di prova
| Multiruolo | Multiruolo                      | Multiruolo                                              | Multiruolo                                                                                              | Multiruolo                                                                            | Multiruolo | Multiruolo                         |
| Classe     | Classe                          | Nave                                                    | Nave | Nave                                                                                  | Typ | Immagine                           |
| Nr.        | Nome                            | Nr.                                                     | Nome | Impiego                                                                               | Typ | Immagine                           |
| ---------- | ------------------------------- | ------------------------------------------------------- | --- | ------------------------------------------------------------------------------------- | --- | ---------------------------------- |
| 748        | Schwedeneck-Klasse              | Y 860 Y 861 Y 862                                       | Schwedeneck Kronsort Helmsand                                                                           | 1987–2011 dal 1987 dal 1988                                                           | media | Mittleres Erprobungsboot Helmsand  |
| 745        | Stollergrund-Klasse             | Y 863 Y 864 Y 865 Y 866 Y 867                           | Stollergrund Mittelgrund Kalkgrund Breitgrund Bant                                                      | 1989–2015 dal 1989 1989–2004 dal 1990 1990–2003                                       | piccola | Kleines Erprobungsboot Mittelgrund |
| 740        | Versuchs- e Erprobungsfahrzeuge | Y 829 Y 840 Y 844 Y 871 Y 877 Y 878 Y 889 Y 1673 Y 1689 | KW 3 EF 3 Barbara Heinz Roggenkamp Hans Christian Oersted Hermann von Helmholtz Rudolf Diesel AK 5 Bums | 1956–1990 1966–1991 1964–1995 1964–1993 1962–1988 1962–1976 1961–? 1970–1993 dal 1970 | Radarbeschickungsboot Erprobungs- und Versuchsfahrzeug Hubinsel Erprobungsschiff Entmagnetisierungsboot Radarbeschickungsboot Messschute | Messschute Y 1689 Bums             |

### Unità di supporto
| Unità di supporto | Unità di supporto | Unità di supporto               | Unità di supporto                                              | Unità di supporto  | Unità di supporto    | Unità di supporto                                  |
| Classe            | Classe            | Nave                            | Nave                                                           | Nave               | Typ                  | Immagine                                           |
| Nr.               | Nome              | Nr.                             | Nome                                                           | Impiego            | Typ                  | Immagine                                           |
| ----------------- | ----------------- | ------------------------------- | -------------------------------------------------------------- | ------------------ | -------------------- | -------------------------------------------------- |
| 710               | Förde-Klasse      | A 1641 (Y 1641) A 1642 (Y 1642) | Förde Jade                                                     | 1967–1992          | Tankreinigungsschiff | Tankreinigungsschiff Förde                         |
| 711               | Hiev-Klasse       | Y 875 Y 876                     | Hiev Griep                                                     | 1962–2014 dal 1963 | Gru galleggiante     | Schwimmkran Griep                                  |
| 726               | Odin-Klasse       | Y 847 Y 848                     | Odin (ex USS Ulysses (ARB-9)) Wotan (ex USS Diomedes (ARB-11)) | 1974–1991          | Nave officina ex USA | Werkstattschiff Odin, hier als USS Ulysses (ARB-9) |

## Wehrbereichskommando I - Küste
| Sicherungsboote | Sicherungsboote  | Sicherungsboote                                                               | Sicherungsboote | Sicherungsboote                                   | Sicherungsboote                                  | Sicherungsboote |
| Classe          | Classe           | Nave                                                                          | Nave | Nave                                              | Typ                                              | Immagine        |
| Nr.             | Nome             | Nr.                                                                           | Nome | Impiego                                           | Typ                                              | Immagine        |
| --------------- | ---------------- | ----------------------------------------------------------------------------- | --- | ------------------------------------------------- | ------------------------------------------------ | --------------- |
| 439             | Klasse 439       | TV 3 (P 6037) TV 2 (P 6045) TV 1 (P 6047) TV 4 (P 6048)                       | Hohwacht (ex P 6037/ex USN …/ex …) Putlos (ex P 6045/ex USN …/ex …) Todendorf (ex P 6047/ex USN …/ex …) Heiligenhafen (ex P 6048/ex USN …/ex …)                                                                                 | 19xx–1974 19xx–1972 19xx–1970 19xx–1976           | Sicherungsboot/ ex Kriegsmarine Torpedofangboote |                 |
| 369             | Klasse 369       | Y 827 (W 15) Y 830 (W 16) Y 845 (W 17) Y 832 (W 18) Y 833 (W 19) Y 846 (W 20) | KW 15 (ex BG 1/ex KW 15/ex H 15/ex USN 57) KW 16 (ex BG 2/ex KW 16/ex H 16/ex USN 54) KW 17 (ex BG 3/ex KW 17/ex H 17/ex USN 58) KW 18 (ex H 18/ex USN 55) KW 19 (ex H 19/ex USN 59) KW 20 (ex BG 4/ex KW 20/ex H 20/ex USN 56) | 1971–1993 1970–1994 1967–1993 19xx–1981 1970–1994 | Küstenwachboot/ Sicherheitsboot                  |                 |
| 909             | FL 5-Klasse      | Y 857 (H 11) Y 859 (H 13)                                                     | H 11 (ex FL 5/ex KW 11/ex H 11/ex P 1) H 13 (ex FL 7/ex KW 13/ex H 13/ex P 3) | 1976–1983 1975–1992                               | Flugsicherungsboot/ Sicherheitsboot              |                 |
| 905             | Todendorf-Klasse | Y 835 Y 836 Y 837 Y 838 Y 839                                                 | Todendorf Putlos Baumholder Bergen Munster | dal 1993 dal 1994 1994–2008 dal 1994              | Sicherungsboot                                   | Y835 Todendorf  |